# 라지아 술타나
라지야트웃둔야 와 웃딘(페르시아어: سلطان رضیه الدنیا والدین, 생몰 1205년경 - 1240년 10월 15일, 재위 1236–1240년)은 인도 아대륙 북부에 있는 델리 술탄국의 제5대 술탄이다. 그녀는 아대륙의 첫 번째 여성 이슬람 통치자였고, 델리의 유일한 여성 이슬람 통치자였다.
라지아는 1231년부터 1232년까지 델리 노예 술탄 샴스웃딘 일투트미쉬의 딸로, 아버지가 귈리오르 원정으로 바빴을 때 델리를 다스렸다. 이 시기의 그녀의 활약에 감명을 받은 일투트미쉬는 자신의 후계자로 라지아를 지명했는데, 그의 어머니 샤 투르칸이 라지아를 처형하려 했기 때문이다. 라지아의 이복동생 루크눗딘 피루즈가 일투트미시의 뒤를 이었다. 라지아는 1236년 루크눗딘을 상대로 반란을 일으켰고, 루크눗딘이 폐위된 후 왕위에 올랐다.
몇몇 귀족들은 그녀의 왕위 계승에 도전했지만, 몇몇은 결국 그녀와 합류했고, 다른 귀족들은 패배했다. 그녀를 지지했던 튀르크계 귀족들은 그녀가 유력한 인물이 되기를 기대했지만, 그녀는 점점 그녀의 권력을 주장했다. 이것은 그녀가 비튀르크계 장교들을 중요한 자리에 임명한 것과 합쳐져서, 튀르크계 귀족들이 그녀에게 불만을 품는 원인이 되었다. 그녀는 4년이 채 되지 않아 1240년 4월에 한 무리의 귀족들에 의해 폐위되었다. 그녀는 반란군들 중 한 명인 이크티야룻딘 알투니아와 결혼해서 왕위를 되찾으려고 했지만, 그 해 10월에 그녀의 이복 형제이자 후계자인 무이즈웃딘 바흐람에게 패배했고, 얼마 지나지 않아 사망했다.

### 서지
- Guida M. Jackson, 편집. (1999). 《Women Rulers Throughout the Ages: An Illustrated Guide》. ABC-Clio. 341쪽. ISBN 978-1-57607-091-8.
- Peter Jackson (2003). 《The Delhi Sultanate: A Political and Military History》. Cambridge University Press. ISBN 978-0-521-54329-3.
- Lyons, Mathew (2022). “Death of Sultan Razia”. 《History Today》 72 (10): 26.
- K. A. Nizami (1992). 〈The Early Turkish Sultans of Delhi〉.   Mohammad Habib; Khaliq Ahmad Nizami. 《A Comprehensive History of India: The Delhi Sultanat (A.D. 1206-1526)》 5 Seco판. The Indian History Congress / People's Publishing House. OCLC 31870180.
- Sudha Sharma (2016). 《The Status of Muslim Women in Medieval India》. Sage. ISBN 978-93-5150-565-5.
- Muzaffar Husain Syed, 편집. (2011). 《Concise History of Islam》. Vij Books. ISBN 978-93-82573-47-0.